# Wyochernes changaiensis
Wyochernes changaiensis är en spindeldjursart som först beskrevs av Krumpál och Andreas Kiefer 1982.  Wyochernes changaiensis ingår i släktet Wyochernes och familjen blindklokrypare. Inga underarter finns listade i Catalogue of Life.